# Grace Akello
Dinah Grace Akello, född 1950 nära Soroti i Uganda, är en poet, folklorist, politiker och Ugandas ambassadör i Italien och Grekland.

## Privatliv och bakgrund
Akello är en Iteso född nära Soroti. Akello studerade socialarbete vid Makerereuniversitetet och tog en filosofie kandidat där. Hon har fyra barn och bor tillsammans med sin andra man. Hon har bott i Uganda, Kenya, Tanzania, Storbritannien och i Italien.

## Karriär
Grace Akello jobbade som redaktör för Viva Women’s Magazine i Nairobi i Kenya och East Africa Publications i Arusha i Tanzania innan hon for till England 1981 för att bli redaktörsassistent på Commonwealth Secretariat. År 1996 blev hon invald i Ugandas parlament och 1999 blev hon utsedd till minister för "Gender, Labour and Social Development". Hon var minister för "State for Northern Uganda Rehabilitation" tills hon blev av med sin plats 2006. År 2005 blev hon invald i styrelsen i medieföretaget Vision Group. År 2006 arbetade hon som verkställande direktör för den ideella organisationen Women Peace for Africa som hon också grundat. Hon har grundat Nile Book Service som skickar läroböcker till afrikanska skolor. Under en tid var hon president Yoweri Musevenis privata sekreterare. Nu är hon Ugandas ambassadör i Italien. Sedan 7 september 2014 är hon också Ugandas ambassadör i Grekland.

## Verk
- Iteso Thought Patterns in Tales, 1975
- My dear brother, Viva, 1977
- My Barren Song. Dar es Salam, Tanzania: Eastern African Publications, 1979[7]
- Self Twice-Removed: Ugandan Woman, 1982
- Problems women face, 1995